# Юнгбю
Юнгбю (на шведски: Ljungby) е град в лен Крунубери, южна Швеция. Главен административен център на едноименната община Юнгбю. Разположен е около река Лаган. Намира се на около 300 km на югоизток от Гьотеборг и на около 360 km на югозапад от столицата Стокхолм. През 1829 г. получава званието шьопинг (на шведски köping). Получава статут на град през 1936 г. Има жп гара. Населението на града е 15 205 жители по данни от преброяването през 2010 г.

## Спорт
Представителният футболен отбор на града се казва Юнгбю ИФ.

## Известни личности
Родени в Юнгбю
- Гунар Фишер (1910-2011), кинооператор